# Luke's Newsie Knockout
Luke's Newsie Knockout è un cortometraggio muto del 1916 diretto da Hal Roach. Interpretata da Harold Lloyd, la comica è conosciuta anche con il titolo Luke's Newsie Knock-Out.

## Produzione
Il film fu prodotto da Hal Roach per la Rolin Films.

## Distribuzione
Distribuito dalla Pathé Exchange, il film - un cortometraggio di una bobina - uscì nelle sale cinematografiche USA il 26 novembre 1916. Venne distribuito anche in Francia dalla Pathé Frères il 4 aprile 1919 con il titolo Lui et le noble sport.